# حكومة توفيق أبو الهدى السابعة
حكومة توفيق أبو الهدى السابعة هي الحكومة الحادية والعشرون منذ عهد إمارة شرق الأردن عام 1921 والرابعة بعد استقلال المملكة عام 1946. شكّل توفيق أبو الهدى الحكومة في 7 مايو عام 1949، بتكليف من الملك عبد الله الأول بن الحسين. وقد حلّت الحكومة في 12 إبريل 1950.

## أعضاء الحكومة
| الرقم | الإسم                      | المهام الوزارية             | ملاحظات |
| ----- | -------------------------- | --------------------------- | ------- |
| 1     | توفيق أبو الهدى            | رئيسا للوزراء               |         |
| 2     | روحي عبدالهادي             | وزيرا للخارجية              |         |
| 3     | سعيد المفتي                | وزيرا للداخلية              |         |
| 4     | الشيخ محمد الأمين الشنقيطي | قاضيا للقضاة ووزيرا للمعارف |         |
| 5     | فلاح المدادحة              | وزيرا للعدلية               |         |
| 6     | فوزي الملقي                | وزيرا للدفاع                |         |
| 7     | سليمان السكر               | وزيرا للمالية والاقتصاد     |         |
| 8     | خلوصي الخيري               | وزيرا للتجارة والزراعة      |         |
| 9     | موسى ناصر                  | وزيرا للمواصلات             |         |
|       | روحي عبد الهادي            | وزيرا للخارجية              |         |

في 1 سبتمبر 1949، أجري التعديل الأول على الحكومة كما يلي:
| الرقم | الإسم          | المهام الوزارية | ملاحظات |
| ----- | -------------- | --------------- | ------- |
| 1     | راغب النشاشيبي | وزيرا للاجئين   |         |

في 12 يناير 1950، أجري التعديل الثاني على الحكومة كما يلي:
| الرقم | الإسم          | المهام الوزارية | ملاحظات |
| ----- | -------------- | --------------- | ------- |
| 1     | راغب النشاشيبي | وزيرا للدولة    |         |